# Cúp bóng đá U-23 Dubai 2022
Cúp bóng đá U-23 Dubai 2022 hay Dubai Cup U-23 2022 là giải đấu giao hữu dành cho cấp độ U-23, được tổ chức tại Các Tiểu vương quốc Ả Rập Thống nhất. Đây là dịp để các cầu thủ trẻ cọ xát nhằm hướng tới một số giải đấu như Cúp bóng đá U-23 châu Á 2022 tại Uzbekistan vào tháng 6 năm 2022 hay bóng đá nam tại Đại hội Thể thao châu Á 2022 vào tháng 9 và nhiều giải đấu khác.
Mỗi đội sẽ thi đấu 3 trận, gói gọn trong đợt FIFA Days từ 21–29 tháng 3 năm 2022.

## Các đội tham dự
| Đội           | Hiệp hội | Liên đoàn |
| ------------- | -------- | --------- |
| UAE (chủ nhà) | UAEFA    | AFC       |
| Trung Quốc    | CFA      | AFC       |
| Croatia       | HNS      | UEFA      |
| Iraq          | IFA      | AFC       |
| Nhật Bản      | JFA      | AFC       |
| Ả Rập Xê Út   | SAFF     | AFC       |
| Qatar         | QFA      | AFC       |
| Thái Lan      | FAT      | AFC       |
| Uzbekistan    | UFA      | AFC       |
| Việt Nam      | VFF      | AFC       |

## Thể thức
Ở vòng một và vòng hai, các đội sẽ được bốc thăm ngẫu nhiên và thi đấu với nhau. Ở vòng ba, các cặp đấu được chia dựa theo thứ hạng đạt được sau vòng một và vòng hai (đội xếp thứ nhất sẽ gặp đội đứng thứ hai, đội xếp thứ ba gặp đội đứng thứ tư…, cứ như vậy cho đến cặp đấu cuối cùng). Tuy nhiên, vì đây là giải đấu giao hữu nên quy định không phải tuyệt đối và có thể thay đổi tùy theo sự sắp xếp của ban tổ chức hoặc yêu cầu từ phía các đội sao cho hợp lý nhất.
Các tiêu chí
Các đội được xếp hạng theo điểm (3 điểm cho 1 trận thắng, 1 điểm cho 1 trận hòa, 0 điểm cho 1 trận thua), và nếu bằng điểm, các tiêu chí sau đây được áp dụng theo thứ tự, để xác định thứ hạng:
1. Điểm trong các trận đấu giữa các đội có liên quan;
2. Hiệu số bàn thắng thua trong các trận đấu giữa các đội có liên quan;
3. Số bàn thắng ghi được trong các trận đấu giữa các đội có liên quan;
4. Nếu có nhiều hơn hai đội bằng điểm và sau khi đã áp dụng các tiêu chí từ 1 đến 3, một nhóm nhỏ các đội vẫn còn bằng nhau, các tiêu chí đối đầu ở trên tiếp tục được áp dụng cho riêng nhóm nhỏ này;
5. Số thẻ vàng ít hơn trong tất cả các trận đấu bảng;
6. Số thẻ đỏ ít hơn trong tất cả các trận đấu bảng;
7. Bốc thăm của ban tổ chức.

## Địa điểm
Các trận đấu của giải diễn ra tại bốn địa điểm ở Dubai.
| Dubai               | Dubai                                      | Dubai                     | Dubai                |
| ------------------- | ------------------------------------------ | ------------------------- | -------------------- |
| Sân vận động Sevens | Sân vận động Maktoum bin Rashid Al Maktoum | Sân vận động Dubai Police | Sân vận động Al Awir |
| Sức chứa: 44.000    | Sức chứa: 12.000                           | Sức chứa: 7.500           | Sức chứa: CXĐ        |
|                     |                                            |                           |                      |

## Các trận đấu
Tất cả thời gian được liệt kê là giờ địa phương, GST (UTC+4)

### Vòng 1
| UAE          | 1–0 | Trung Quốc |
| ------------ | --- | ---------- |
| - Khamis 30' |     |            |

| Ả Rập Xê Út        | 2–0 | Uzbekistan |
| ------------------ | --- | ---------- |
| Al-Hamdan 25', 38' |     |            |

| Nhật Bản  | 1–0                     | Croatia |
| --------- | ----------------------- | ------- |
| - Oda 81' | Chi tiết Chi tiết (JFA) |         |

| Việt Nam | 0–0 | Iraq |
| -------- | --- | ---- |
|          |     |      |

| Thái Lan | 0–1 | Qatar       |
| -------- | --- | ----------- |
|          |     | - Tarek 32' |

### Vòng 2
| Uzbekistan | 0–0 | UAE |
| ---------- | --- | --- |
|            |     |     |

| Iraq        | 1–2 | Ả Rập Xê Út                |
| ----------- | --- | -------------------------- |
| - Falih 44' |     | - Asiri 79' - Balobaid 83' |

| Croatia      | 1–0      | Việt Nam |
| ------------ | -------- | -------- |
| - Belcar 77' | Chi tiết |          |

| Qatar | 0–2      | Nhật Bản                   |
| ----- | -------- | -------------------------- |
|       | Chi tiết | - Saito 53' - Yamamoto 86' |

| Trung Quốc                     | 4–2 | Thái Lan                      |
| ------------------------------ | --- | ----------------------------- |
| - Phương Hạo 8', 31', 34', 66' |     | - Sittichok 11' - William 90' |

### Vòng 3

#### Bảng xếp hạng sau 2 vòng
| VT | Đội         | ST | T | H | B | BT | BB | HS | Đ | Giành quyền tham dự |
| -- | ----------- | -- | - | - | - | -- | -- | -- | - | ------------------- |
| 1  | Ả Rập Xê Út | 2  | 2 | 0 | 0 | 4  | 1  | +3 | 6 | Chung kết           |
| 2  | Nhật Bản    | 2  | 2 | 0 | 0 | 3  | 0  | +3 | 6 | Chung kết           |
| 3  | UAE (H)     | 2  | 1 | 1 | 0 | 1  | 0  | +1 | 4 | Tranh hạng 3        |
| 4  | Trung Quốc  | 2  | 1 | 0 | 1 | 4  | 3  | +1 | 3 | Tranh hạng 3        |
| 5  | Croatia     | 2  | 1 | 0 | 1 | 1  | 1  | 0  | 3 | Tranh hạng 5        |
| 6  | Qatar       | 2  | 1 | 0 | 1 | 1  | 2  | −1 | 3 | Tranh hạng 5        |
| 7  | Iraq        | 2  | 0 | 1 | 1 | 1  | 2  | −1 | 1 | Tranh hạng 7        |
| 8  | Việt Nam    | 2  | 0 | 1 | 1 | 0  | 1  | −1 | 1 | Tranh hạng 7        |
| 9  | Uzbekistan  | 2  | 0 | 1 | 1 | 0  | 2  | −2 | 1 | Tranh hạng 9        |
| 10 | Thái Lan    | 2  | 0 | 0 | 2 | 2  | 5  | −3 | 0 | Tranh hạng 9        |

Ghi chú:
- Những đội tuyển sau sẽ không được đối đầu với nhau do nằm cùng bảng ở vòng chung kết Cúp bóng đá U-23 châu Á 2022:
  -  Uzbekistan và  Qatar (Bảng A);
  -  Việt Nam và  Thái Lan (Bảng C);
  -  Ả Rập Xê Út,  UAE và  Nhật Bản (Bảng D).
- Những đội đã gặp nhau ở vòng 1 và vòng 2 sẽ không được đối đầu với nhau ở vòng 3.[4]

#### Các trận đấu phân hạng
Trong vòng 3, loạt sút luân lưu sẽ được sử dụng để quyết định đội thắng nếu cần thiết.
| Ả Rập Xê Út | 0–1      | Nhật Bản     |
| ----------- | -------- | ------------ |
|             | Chi tiết | - Hosoya 20' |

| UAE | 3–0 | Trung Quốc |
| --- | --- | ---------- |
|     |     |            |

| Qatar                                                             | 2–2      | Croatia                                                             |
| ----------------------------------------------------------------- | -------- | ------------------------------------------------------------------- |
| - Hashim 3' - Yusuf 12'                                           | Chi tiết | - Perić 34' - Brnić 81'                                             |
| Loạt sút luân lưu                                                 |          |                                                                     |
| - Hashim - Ali - Yusuf - Tarek - Mekki - Andri - Essam - Al-Tairi | 7–8      | - Jureškin - Perić - Vuk - Šego - Belcar - Laušić - Galešić - Hrvoj |

| Việt Nam | 0–1 | Uzbekistan     |
| -------- | --- | -------------- |
|          |     | - Jasurbek 57' |

| Iraq            | 2–1 | Thái Lan |
| --------------- | --- | -------- |
| - Muntadher 90' |     |          |

#### Bảng xếp hạng chung cuộc
| VT | Đội         | ST | T | H | B | BT | BB | HS | Đ |
| -- | ----------- | -- | - | - | - | -- | -- | -- | - |
| 1  | Nhật Bản    | 3  | 3 | 0 | 0 | 4  | 0  | +4 | 9 |
| 2  | UAE (H)     | 3  | 2 | 1 | 0 | 4  | 0  | +4 | 7 |
| 3  | Ả Rập Xê Út | 3  | 2 | 0 | 1 | 4  | 2  | +2 | 6 |
| 4  | Iraq        | 3  | 1 | 1 | 1 | 3  | 3  | 0  | 4 |
| 5  | Croatia     | 3  | 1 | 1 | 1 | 3  | 3  | 0  | 4 |
| 6  | Qatar       | 3  | 1 | 1 | 1 | 3  | 4  | −1 | 4 |
| 7  | Uzbekistan  | 3  | 1 | 1 | 1 | 1  | 2  | −1 | 4 |
| 8  | Trung Quốc  | 3  | 1 | 0 | 2 | 4  | 6  | −2 | 3 |
| 9  | Việt Nam    | 3  | 0 | 1 | 2 | 0  | 2  | −2 | 1 |
| 10 | Thái Lan    | 3  | 0 | 0 | 3 | 3  | 7  | −4 | 0 |

## Kết quả chung cuộc
Dưới đây là thứ hạng chung cuộc mà các đội đã đạt được sau các trận đấu tranh hạng ở vòng 3.
| Hạng | Đội         |
| ---- | ----------- |
| 1    | Nhật Bản    |
| 2    | Ả Rập Xê Út |
| 3    | UAE         |
| 4    | Trung Quốc  |
| 5    | Croatia     |
| 6    | Qatar       |
| 7    | Uzbekistan  |
| 8    | Việt Nam    |
| 9    | Iraq        |
| 10   | Thái Lan    |

## Cầu thủ ghi bàn
Đã có 29 bàn thắng ghi được trong 15 trận đấu, trung bình 1.93 bàn thắng mỗi trận đấu.
4 bàn thắng
- Phương Hạo

2 bàn thắng
- Abdullah Al-Hamdan

1 bàn thắng
- Leon Benka
- Ammar Falih
- Muntadher Mohammed
- Hosoya Mao
- Koki Saito
- Oda Yutaro
- Rihito Yamamoto
- Mustafa Tarek
- Haitham Asiri
- Saad Balobaid
- Sittichok Paso
- William Weiderjoe
- Eid Khamis
- Jasurbek Jaloliddinov

## Phát sóng
| Quốc gia   | Mạng phát sóng         | TK          |
| ---------- | ---------------------- | ----------- |
| Nhật Bản   | TV Asahi               | [ 7 ]       |
| Qatar      | Alkass Sports Channels |             |
| Trung Quốc | CCTV, Migu Sports      | [ 8 ] [ 9 ] |
| Việt Nam   | TV360                  | [ 10 ]      |